# Eufriesea convexa
Eufriesea convexa är en biart som först beskrevs av Heinrich Friese 1899.  Eufriesea convexa ingår i släktet Eufriesea, tribus orkidébin, och familjen långtungebin. Inga underarter finns listade.